# Зиганшин, Айрат Усманович
Айра́т Усма́нович Зига́ншин (род. 1 января 1960, Большая Атня, Татарская ССР, СССР) — российский учёный, преподаватель высшей школы, заведующий кафедрой фармакологии фармацевтического факультета с курсами фармакогнозии и ботаники (2004-2018), заведующий кафедрой фармакологии (с 2018 по н.вр.), проректор по международной деятельности Казанского государственного медицинского университета (2009-2014), доктор медицинских наук, профессор, заслуженный деятель науки Республики Татарстан, лауреат Государственной премии Республики Татарстан в области науки и техники.

## Биография
Зиганшин Айрат Усманович родился 1 января 1960 года в селе Большая Атня Атнинского района Татарской АССР в семье учителя Зиганшиной Закии Закировны (1927—1994) (мать) и агронома Зиганшина Усмана Шагиевича (1926—1992) (отец).
В 1977 году, после окончания средней школы № 116 города Казань с отличием, поступил на лечебно-профилактический факультет Казанского государственного медицинского института (КГМИ). Все годы обучения имел только отличные оценки, в течение 4-х лет был Ленинским стипендиатом. С 1979 по 1983 годы являлся председателем Совета студенческого научного общества КГМИ. Со второго курса активно увлекся научными исследованиями на кафедре фармакологии, которые проводил под руководством профессора Студенцовой Ирины Андреевны. С результатами своих исследований выступал как на студенческих научных конференциях Казанского мединститута, так и в гг. Каунасе, Киеве, Одессе, Орджоникидзе.
В 1983 году с отличием окончил КГМИ, получив диплом врача по специальности «Лечебное дело», и поступил в аспирантуру на кафедру фармакологии КГМИ, где проходил обучение под научным руководством профессора И. А. Студенцовой. Во время аспирантуры проводил научные исследования по изучению биологической активности новых фосфорорганических соединений, не обладающих антихолинэстеразной активностью.
В 1986 году успешно защитил кандидатскую диссертацию на тему «Влияние димефосфона и этилового эфира фосфолена на систему адениновых нуклеотидов».
С 1986 года приступил к работе на кафедре фармакологии КГМИ в должности ассистента.
В период с 1987 по 1992 годы работает заведующим отделом Центральной научно-исследовательской лаборатории (ЦНИЛ) и начальником патентного отдела (по совместительству) КГМИ, а в 1992 году назначается заведующим ЦНИЛ.
С 1992 по 1995 год находится в длительной зарубежной командировке и занимается научной работой в лаборатории профессора Джеффри Бернстока (Geoffrey Burnstock) в Университетском колледже Лондона (University College London), Лондон, Великобритания. Основным направлением научных исследований этого периода стало изучение биологических эффектов, физиологической и патофизиологической роли пуриновых соединений (аденозина и Аденозинтрифосфорной кислоты (АТФ)).
Основным итогом этого этапа научного творчества явилась успешная защита в 1996 году докторской диссертации на тему: «Фармакологическая регуляция ответов, опосредуемых Р2 пуринорецепторами», научные консультанты — профессор Джеффри Бернсток (Geoffrey Burnstock) и профессор Р. С. Гараев.
C 1996 по 1997 год работает в должности старшего преподавателя кафедры фармакологии Казанского государственного медицинского университета (КГМУ).
В 1997 году избран по конкурсу на должность профессора кафедры фармакологии КГМУ.
С 1998 по 2009 годы был деканом фармацевтического факультета КГМУ.
C 2004 года по 2018 являлся заведующим кафедрой фармакологии фармацевтического факультета с курсами фармакогнозии и ботаники КГМУ.
С 2018 года по настоящее время является заведующим кафедры фармакологии КГМУ.
C 2006 по 2011 годы работал ответственным секретарем «Казанского медицинского журнала».
С 2009 по 2014 год работал проректором по международной деятельности КГМУ.
C 2011 года по 2019 год был шеф-редактором «Казанского медицинского журнала».
С 2020 года является главным редактором "Казанского медицинского журнала"».

## Научная деятельность
Зиганшин Айрат Усманович более 20 лет занимается вопросами фармакологии автономной нервной системы, в частности изучения Р2-рецепторов (рецепторов АТФ). Им создана научная школа, осуществляющая разносторонние исследования физиологической и патофизиологической роли Р2-рецепторов в организме человека и животных с целью оценки этих рецепторов как вероятных мишеней действия для создания новых потенциальных лекарственных средств. Эти работы ведутся в тесном взаимодействии и с рядом ведущих мировых научных центров, занимающихся научными исследованиями в этой же области. В частности, ведется сотрудничество с лабораторией профессора Дж. Бернстока (G. Burnstock) (Лондон, Великобритания), профессора Г. Ламбрехта (G. Lambrecht) (Франкфурт-на-Майне, Германия), профессора К. А. Джакобсона (K. A. Jacobson) (Бетесда, США), профессора Х. Пинтора (J. Pintor) (Мадрид, Испания). По результатам своих научных исследований многократно выступал с докладами на международных конференциях в Великобритании, Италии, Испании, Бельгии, США, Австралии, Китае и других странах.
Для проведения своих научных исследований неоднократно выигрывал финансовую поддержку Российских и международных фондов. В частности, совместно с профессором Дж. Бернстоком (G. Burnstock) выиграл грант от благотворительной организации The Wellcome Trust (Великобритания) на организацию и проведение научных исследований в лаборатории в Казани (1996—1999 гг. и 2000—2003 гг.). В 1999—2010 гг. был обладателем более десяти грантов Российского фонда фундаментальных исследований.
Является членом редакционной коллегии журнала «Autonomic Neuroscience: Basic and Clinical» (издается в Лондоне), главным редактором «Казанского медицинского журнала», членом специализированного диссертационного совета по защите докторских и кандидатских диссертаций, являлся членом Формулярно-терапевтического комитета при министерстве здравоохранения Республики Татарстан.
А. У. Зиганшин принимает активное участие в подготовке научных и педагогических кадров, экспертизе докторских и кандидатских диссертаций. Под его руководством защищены 12 кандидатских диссертаций, был консультантом 2 защищенных докторских диссертаций.
Зиганшин А. У. пользуется большим авторитетом среди студентов и преподавателей Казанского государственного медицинского университета, подтверждением чего являются неоднократные победы его в студенческих конкурсах в номинациях «Лучший преподаватель КГМУ» и «Лучший лектор КГМУ».

## Научные публикации и анализ публикационной активности
Зиганшиным Айратом Усмановичем опубликовано более 250 научных работ, в том числе, 2 монографии, 10 руководств и справочников лекарственных препаратов, 116 статей в ведущих отечественных и международных рецензируемых журналах (41 статья в зарубежной печати, 75 — в российской печати).
Им получено 4 патента на изобретение (1993, 2005, 2008, 2008).
По данным Научной электронной библиотеки, А. У. Зиганшин имеет следующие показатели цитирования своих публикаций: среднее число цитирований в расчете на одну публикацию — 3.66, индекс Хирша — 19 (Scopus), 21 (РИНЦ).

## Область научных интересов и достижений
Исследование фармакологической активности новых агонистов и антагонистов Р2-рецепторов
На основании изучения влияния пиридоксальфосфат-6-азофенил-2’,4’-дисульфоновой кислоты (PPADS) на эффекты, опосредуемые Р2X-, Р2Y-, холино-, адрено- и гистамино- рецепторами установлена высокая селективность антагонистического действия этого химического соединения по отношению к Р2X-рецепторам гладкомышечных тканей. Результаты этих исследований послужили стимулом для производства PPADS в коммерческих масштабах, который налажен в настоящее время компаниями «Tocris Cookson» (Великобритания), «Sigma-Aldrich» (США), «Research Biochemicals International» (США). Фармакологический анализ большой группы новых аналогов АТФ выявил среди них эффективные агонисты Р2X- и Р2Y-рецепторов, некоторые из которых оказались селективными для Р2-рецепторов висцеральных или сосудистых тканей. Проведенные исследования явились одним из оснований для разработки современной классификации Р2-рецепторов.
Сравнительное изучение влияния органических и неорганических соединений на экто-АТФазную активность и Р2-рецептор опосредуемые эффекты
Показано, что ооциты Гладкой шпорцевой лягушки Xenopus laevis так же, как и культура гладкомышечных клеток семявыносящего протока морской свинки, являются простыми и надежными объектами для оценки влияния препаратов на активность экто-АТФазы, а также для поиска новых эффективных ингибиторов этого фермента.
Изучение наличия Р2-рецептор-опосредованных сократительных ответов в беременной матке и маточных трубах человека
Впервые установлено наличие Р2-рецептор-опосредованных сократительных ответов в беременной матке и маточных трубах человека, дана фармакологическая характеристика этих рецепторов с использованием агонистов и антагонистов Р2-рецепторов. Выявлено, что экспрессия Р2-рецепторов происходит на поздних сроках беременности, что может иметь физиологическую целесообразность для потенцирования сокращений матки в период родов. Установлено потенцирующее действие малых концентраций АТФ на родостимулирующий эффект простагландинов, получен патент на такой способ стимуляции родовой деятельности (2005), осуществлено внедрение данного метода лечения слабости родовой деятельности в клиническую практику. Высказано предположение о том, что нарушение нормального функционирования Р2-рецепторов в маточных трубах человека служит одной из причин снижения фертильности женщины по мере приближения возраста женщины к менопаузе.
Исследование и сравнительная характеристика Р2-рецепторов в различных кровеносных сосудах человека
Впервые дана сравнительная характеристика Р2-рецепторов в различных кровеносных сосудах человека. Установлено, что варикозная болезнь существенно нарушает Р2-рецептор-опосредуемые сократительные ответы большой подкожной вены, предположено, что эти изменения могут способствовать снижению тонуса венозных сосудов при варикозной болезни, и, следовательно, иметь значение в патогенезе этого заболевания. Проведено сравнение влияния антагониста Р2-рецепторов PPADS на сократительные ответы артерии желчного пузыря и большой подкожной вены человека, вызванные агонистом Р2Х-рецепторов α,β-метилен-ATФ. Высказано предположение о регионарной специфичности действия веществ, влияющих на тонус кровеносных сосудов посредством Р2-рецепторов.
Изучение наличия Р2-рецепторов и активность экто-нуклеотидаз в гемопоэтических (стволовых) клетках человека
Впервые проведено изучение становления Р2-рецепторов и активность экто-нуклеотидаз в гемопоэтических (стволовых) клетках человека. Методами иммуномагнитной сепарации, иммунофлуоресценции и проточной цитометрии установлено наличие ряда подтипов Р2Х- и P2Y-рецепторов на CD34-положительных и c-kit-положительных клетках человека, выделенных из пуповинной крови. Это подтверждает гипотезу о вероятном раннем появлении Р2-рецепторов в онтогенезе человека и открывает перспективы для разработки методов направленной дифференцировки гемопоэтических клеток путём воздействия на эти рецепторы.

## Награды, премии, почётные звания
В 1998 году был удостоен звания Соросовский доцент.
В 1999 году был обладателем специальной стипендии Президента Российской Федерации для молодых ученых-докторов наук.
В 2000 году был удостоен звания Соросовский профессор.
В 2002 и 2003 годах был стипендиатом специальной стипендии Российской Академии Наук для докторов наук.
В 2004 году был удостоен звания «Заслуженный деятель науки Республики Татарстан»
В 2007 году стал лауреатом Государственной премии Республики Татарстан в области науки и техники за работу «Разработка и внедрение в практику здравоохранения Республики Татарстан новой технологии отбора и рационального использования лекарств — Формулярной Системы» (соавторы — Л. Е. Зиганшина, Н. И. Галиуллин, М. В. Кормачев).

## Семейное положение
Женат на Зиганшиной Лилии Евгеньевне, есть сын и дочь.